# Thomas Menrath
Thomas Menrath ist ein deutscher Pianist und Hochschullehrer.

## Leben und Wirken
Thomas Menrath studierte in Berlin und Köln Schulmusik, Geschichte, Klavierpädagogik und als Hauptfach Klavier u. a. bei Astrid Schmidt-Neuhaus und Georg Sava. Meisterkurse absolvierte u. a. bei György Sebők. Er war Stipendiat der Studienstiftung des Deutschen Volkes. Neben seiner solistischen Tätigkeit wirkte er auch als Kammermusiker sowie als Lied- und Chorbegleiter.
Er hielt Vorlesungen an der Hochschule für Kirchenmusik Halle und lehrt seit 1994 Klavier an der Universität der Künste Berlin, wo er eine Professur innehat. Sein Spezialgebiet ist die Klaviermethodik der 1920er und 1930er Jahre. Er ist zudem Autor von Artikeln zu Themen der Klavierpädagogik und der Werk-Interpretation.

## Veröffentlichungen (Auswahl)
- Etüde. In: Die Musik in Geschichte und Gegenwart. Sachteil, Bärenreiter Verlag, Kassel 1995
- Das Unlehrbare als methodischer Gegenstand. Studien zu den Grundbegriffen der Klaviermethodik von Carl Adolf Martienssen. (Dissertation), Wißner Verlag, Augsburg 2003, ISBN 978-3-89639-398-2
- Martienssen, Carl Adolf. In: Die Musik in Geschichte und Gegenwart. Artikel, Personenteil, Bärenreiter, Kassel 2005, ISBN 978-3-7618-1110-8
- Spurensuche. Klaviermethodik als ,Kunstideologie’. In: EPTA-Dokumentation 2004/05, Düsseldorf 2006
- Bewusst oder unbewusst? Emotion und Kontrolle in Werkstudium und Interpretation. In: Üben und Musizieren, 27. Jg., 03/2010, Mainz 2010
- Sonatensatz oder Adaption literarischer Kunstmittel? Anmerkungen zur Interpretation von Chopins Ballade in g-Moll op. 23. In: Darstellen und Mitteilen. Ein Handbuch der musikalischen Interpretation. Hrsg.: Ursula Brandstätter u. a., Schott, Mainz 2010, ISBN 978-3-7957-0692-0